# Сахібджамал Гіззатуллін-Волзька
Сахібжамал Гіззатулліна Гіззатуллін-Волзька (тат. Сәхибҗамал Гыйззәтулла кызы Гыйззәтуллина-Волжская (15 травня 1892, Казань — 6 квітня 1974, Чистополь) — татарська російська і радянська акторка і режисерка. Заслужена акторка ТАРСР.

## Біографія
Сахібжамал Гіззатуллін-Волзька народилася в Казані в 1892 році. У 1907 вона увійшла до складу трупи Ільясбека Ашказарського, а в 1912 році організувала в Уфі татарську трупу першого театру «Нур», спадкоємцем якого є сучасний театр «Нур». Ця трупа розпалася в важкі роки Громадянської війни в Росії, а Сахібжамал стала керівницею 6-ї фронтової трупи при 2-й армії Східного фронту РККА. Після закінчення Громадянської війни Сахібжамал працювала в колективах драматичних театрів в Іжевську і Казані. У 1923 році вона виступала в Башкирському театрі драми.
Сахібжамал Гіззатуллін-Волзька була відома як акторка реалістичного напряму. Виконала такі ролі, як Луїза (Ф. Шиллер «Підступність і любов»), Трільбі (п'єса Г. Ге за романом Дж. Дюморье), Маріанна (Ж. Мольєр, "Скупий "). Вона зіграла також яскраві ролі Шафікі (дебютна роль, 1907 р. по Н. Кемаль, «Жалюгідне дитя»), Сарбу (Г. Камал, «Розпуста»), Бібі (З. Сеїд-Заде, «Нещасна Бібіжіхан»), Катерини (А. Н. Островський, " Гроза ").
У Башкирському театрі драми зіграла ролі Зулейхи (К. Г. Тинчурін, «Юсуф і Зулейха»), Сарбу (Ф. Бурнаш, «Молоді серця»).
Як режисерка вона зверталася до героїко-романтичних, трагедійних творів, зображення великих і сильних почуттів: п'єси «Молодь», «Нерівні» (Ф. Амірхан), «Зулейха» (Г. ІІсхакі) і ін.
Татарський письменник, поет і драматург Накі Ісанбет життю і творчості Сахібжамал Гіззатуллін-Волзькій присвятив п'єсу «Гульджамал» (тат. Гөлҗамал).
Сахібжамал Гіззатуллін-Волзька жила в Казані на вулиці К. Маркса, 60. Померла в Чистополі в 1974 році. Похована в Казані на татарському цвинтарі в Ново-Татарській слободі.